# Бялкув (Слубицький повіт)
Бялкув (пол. Białków) — село в Польщі, у гміні Цибінка Слубицького повіту Любуського воєводства.
Населення — 567 осіб (2011).
У 1975-1998 роках село належало до Зеленогурського воєводства.

## Демографія
Демографічна структура станом на 31 березня 2011 року:
|          | Загалом | Допрацездатний вік | Працездатний вік | Постпрацездатний вік |
| -------- | ------- | ------------------ | ---------------- | -------------------- |
| Чоловіки | 278     | 65                 | 179              | 34                   |
| Жінки    | 289     | 56                 | 170              | 63                   |
| Разом    | 567     | 121                | 349              | 97                   |